# Hof (Winterbach)
Die Wüstung Hof ist eine mutmaßlich frühmittelalterliche Siedlung auf der Gemarkung von Winterbach, einer Gemeinde im baden-württembergischen Rems-Murr-Kreis. Über die Geschichte der Siedlung ist nichts bekannt. 1912 wurden in der Nähe der mutmaßlichen Hofstelle alemannische Gräber entdeckt.

## Lage
Die ehemalige Hofstelle befindet sich im Gewann Hofäcker, nördlich von Winterbach und jenseits der Rems.

## Geschichte
Das Wissen um eine Siedlung nördlich der Rems ging in Winterbach wohl nie ganz verloren. Dafür spricht zum einen der Flurname Hofäcker, zum anderen die mündlichen Überlieferung, dass das ursprüngliche Alt-Winterbach nördlich der Rems gelegen habe. Der ursprüngliche Name dieser Siedlung ist allerdings nicht bekannt. Er könnte auch Winterbach gewesen sein. Wahrscheinlich geht der Ortsname Winterbach auf den germanischen Namen Winithar zurück.
Der Wohnplatz war gut gewählt: Der Südhang war sonnig, versprach reichlich Weide und Ackerland. Der heute meist Krebsbach genannte Wattenbach führte ausreichend klares Wasser. Südlich der Hofstelle zog die alte Remstalstraße nach Waiblingen und Schorndorf. Etwa 500 Meter südöstlich konnte die Remsfurt durchschritten werden.
Da die alemannischen Wohnhäuser ganz überwiegend aus Holz gebaut waren, sind keine baulichen Überreste mehr bekannt. Bei der Anlage eines Feldwegs wurde 1912 ein Gräberfeld in den Hofäckern entdeckt. Die Skelette waren mit Grabbeigaben beigesetzt worden, die als typisch alemannisch eingestuft wurden. Der Verbleib der Fundstücke und der Gebeine ist unklar. Weitere Untersuchungen in der Umgebung wurden offenbar nicht angestellt.
Heimatforscher Eugen Bellon vermutete etwa 400 Meter weiter östlich eine weitere abgegangene Siedlung in der Flur Aylen.